# 수프

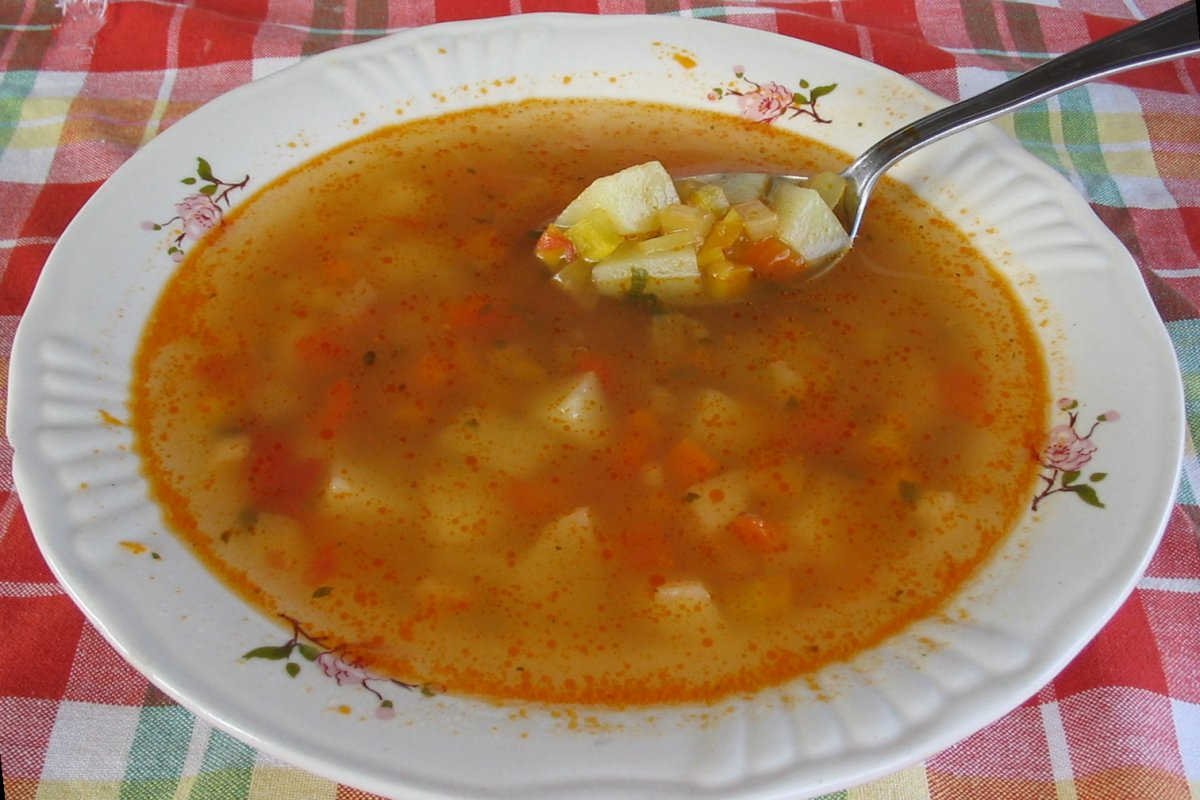
루마니아의 감자 수프

수프(Soup)는 끓는 물에 채소와 육류나 생선 등을 삶아서 육수가 우러나올 때까지 만드는 서양식 국이다. 전통적으로 수프는 맑은 수프(clear soups)와 걸쭉한 수프(thick soups)로 분류된다. 프랑스에서 맑은 수프는 부용(bouillon), 콩소메(consommé)로 나뉘며 걸쭉한 수프는 포타주(potage)라 부른다. 한국에서 서양식 수프라 하면 흔히 포타주를 일컫는다. 포타주는 퓌레나 루를 어느 정도 넣느냐에 따라 걸쭉한 정도도 달라진다. 크림 수프는 크림이나 달걀, 버터를 넣어서 끓이는 수프이다. 다른 재료로는 쌀이나 밀가루, 곡류를 많이 쓴다. 스튜와 수프는 재료의 크기면에서부터 차이가 있으며 수프는 스튜에 비해서 썰어 넣는 재료의 크기가 작고, 물의 양이 더 많기 때문에 스튜보다 더 걸쭉한 정도, 즉 물을 아주 졸여 먹지는 않는다.

## 이름
- 소파(스페인어·포르투갈어: sopa, 스웨덴어: soppa)
- 솝(아프리칸스어: sop)
- 솝파(몰타어: soppa)
- 수파(그리스어: σούπα, 마케도니아어·불가리아어·세르비아어: супа, 보스니아어: supa, 아이슬란드어: súpa)
- 수판(페로어: súpan)
- 수퍼(루마니아어: supă, 알바니아어: supë)
- 수페(노르웨이어·덴마크어: suppe)
- 수푸(카렐어: suuppu)
- 수프(러시아어·벨라루스어·우크라이나어: суп, 에스토니아어: supp, 영어: soup, 프랑스어: soupe)
- 숩(네덜란드어: soep)
- 주파(라트비아어: zupa, 우크라이나어: зупа, 이탈리아어: zuppa)
- 주페(독일어: Suppe)
- 주프(이디시어: זופ)
- 초프(룩셈부르크어: Zopp)
- 스류바(리투아니아어: sriuba)
- 스트레바(라트비아어: streba)

## 역사

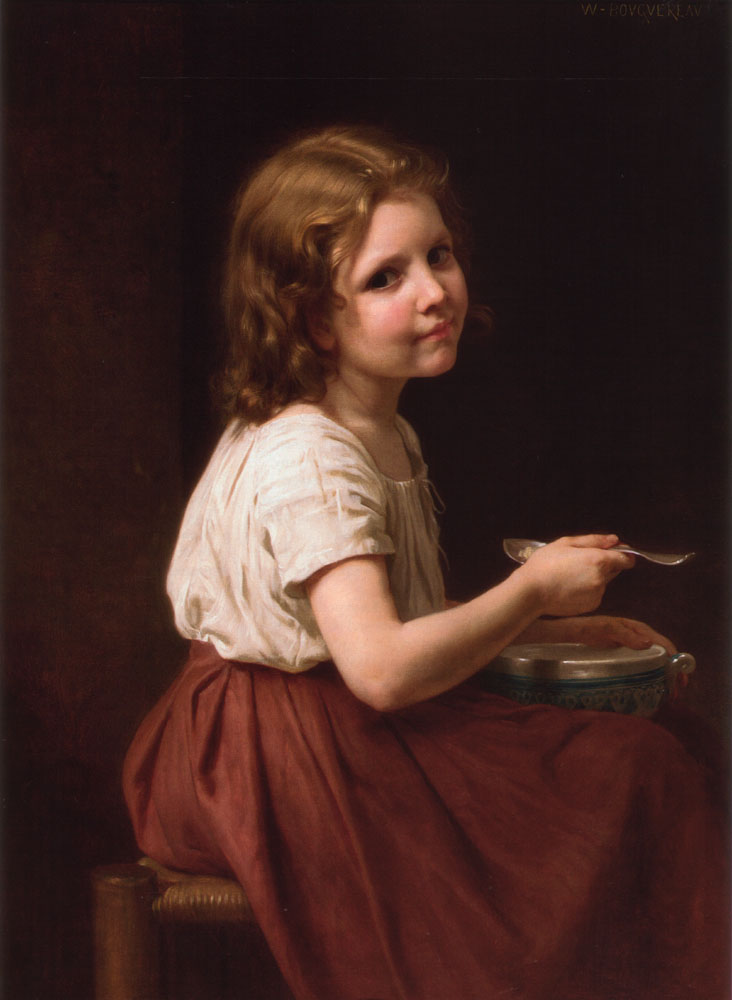
수프를 먹고 있는 소녀

soup라는 단어는 빵을 찍어서 먹던 스튜와 수프의 일종을 아우르던 단어인 "sop"에서 유래했다. 근대에 와서 sop의 의미는 수프 따위에 찍어 먹는 용도의 빵을 가리키는 것으로 축소됐다. 가장 최초의 수프 형태는 기원전 6,000년으로 거슬러 올라간다. 처음에는 양파를 넣어 요리했는데 화로부터 불을 바로 댈 수 있는 용기 제조기술도 발달하지 못했기 때문에 9,000년 전 동물의 가죽이나 토기 등을 이용한 요리 기법이 발달하기 전까지는 흔한 요리법이 아니었다. 한편 단어 레스토랑(restaurant)은 16세기 프랑스에서 싼 수프를 파는 식당의 의미로 쓰이게 됐다. 광고를 통해 이 용어가 점차적으로 퍼지고, 손님을 끌어들이게 됐으며, 1765년 프랑스 파리의 기업가가 레스토랑을 열었으며, 이를 시작으로 현대의 레스토랑 형태가 자리잡기 시작했다. 인스턴트 수프(Portable soup)는 18세기 양념을 한 고기를 끓여서 말린 후 오랫동안 저장할 수 있는 방법을 고안하면서 출현했다. 일본의 미소는 수프용 반죽의 일종이다.

## 상업용 수프

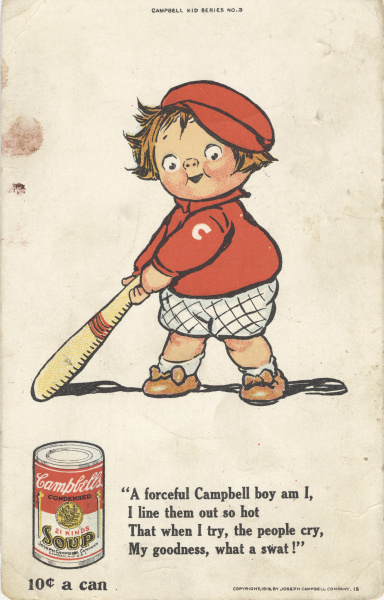

소비자를 위해 판매되는 수프는 통조림 제조업이 19세기 발명되면서 널리 퍼졌다. 미국의 수프 회사이던 캠벨 수프사의 화학자이던 존 도랜스 박사는 1897년 농축 수프를 발명했다. 통조림용 수프는 물이나 우유만 부으면 요리할 수 있도록 가루나 액체를 농축해 놓았으며, 데워 먹기만 할 수 있도록 한다. 전자레인지에 데워서 먹을 수 있는 수프는 바로 이런 경우를 가리키며 소비자가 달걀이나 크림 혹은 파스타를 첨가해서 먹을 수 있다. 가루 수프는 대개 액체 수프보다 가격이 싸며 통조림용보다도 싸다. 인스턴트용 수프가 널리 퍼지면서 식사 대용으로 많이 먹기도 한다. 하지만 대한민국에서는 대개 수프를 양식의 기본 요리 정도로 생각하며 자주 먹지는 않는 편이다. 가루 수프의 일종은 라면에서 볼 수 있으며 라면 수프도 라면의 면 자체에 맛을 첨가하는 재료로 볼 수 있다. 물을 데워서 라면을 끓이고, 수프를 풀면 되기 때문에 바로 먹을 수 있는 음식이다.

## 영양소
- 소금 - 지나치게 많은 소금을 넣기 때문에 최근에는 저염분 섭취를 위해 소금의 양을 줄이면서도 맛을 좋게 하기 위해 노력하고 있다.[6]
- 트랜스 지방 - 만성 심장발작 등에 대해 트랜스 지방의 문제점이 지적되면서 생산업계에서는 트랜스 지방을 제거하거나 낮추고 있다.

## 수프의 종류

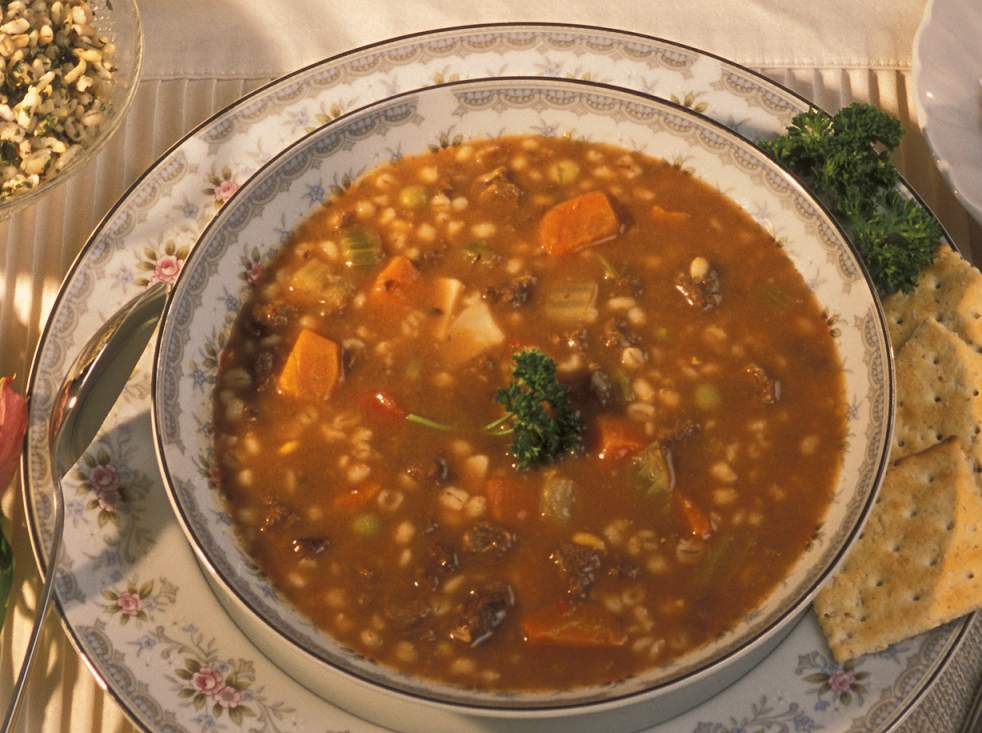
채소와 쇠고기로 만든 보리수프

### 과일 수프
과일 수프는 요리법에 따라 차거나 따뜻할 수 있다. 대개 과일을 넣은 수프는 차고 더운 날씨에 먹는다. 노르웨이의 프루트수페(fruktsuppe)는 말린 과일이나 다른 과일 종류가 있으면 사철 내내 만들어 먹을 수 있다. 과일 수프는 우유나 크림, 단 맛이 나는 가루 등을 넣고 브랜디나 샴페인을 넣어서 맛을 내기도 한다. 체리 수프는 포도주를 넣어 먹는다. 찬 과일 수프는 스칸디나비아와 발트해 인근 지역에서 아주 흔한 데 반해 서아시아, 중앙아시아나 중국에서는 따뜻한 수프를 많이 먹는다. 과일 수프는 아메리카 국가 요리에서는 많지 않으며 동아시아나 동남아시아, 오세아니아에서도 거의 나타나지 않는다. 일례로 겨울 멜론 수프는 중국의 수프로서 닭고기로 만드는 요리이다. 대개 버섯이나 다른 향신료를 넣어서 요리한다. 겨울 멜론 수프는 겨울 내내 볼 수 있으며 수프에는 여러 육류나 채소를 넣어서 끓이지 않고 증류를 쐬도록 한다. 멜론의 과육을 수프를 먹을 때 떠서 먹으며 크게 썰어 넣는다.

### 찬 수프
찬 수프는 전통적으로 나타나는데 습기가 있거나 차가운 실내에서 만들어 보관해 둔 수프를 총칭한다. 여름에는 단 맛이 나게 하는 찬 수프가 흔하며 대표적인 예로는 스페인의 가스파초(Gazpacho)가 있다.

## 갤러리

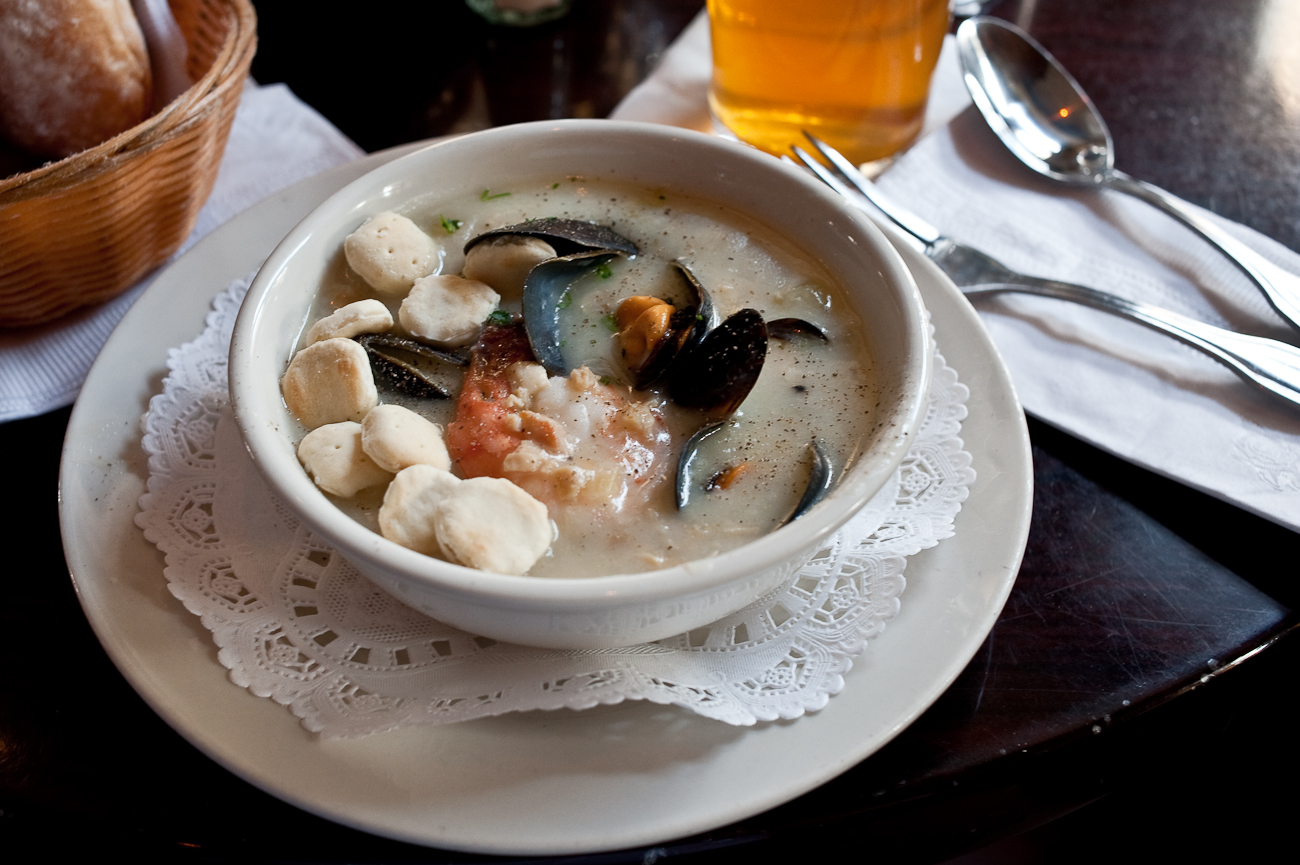
시푸드 차우더
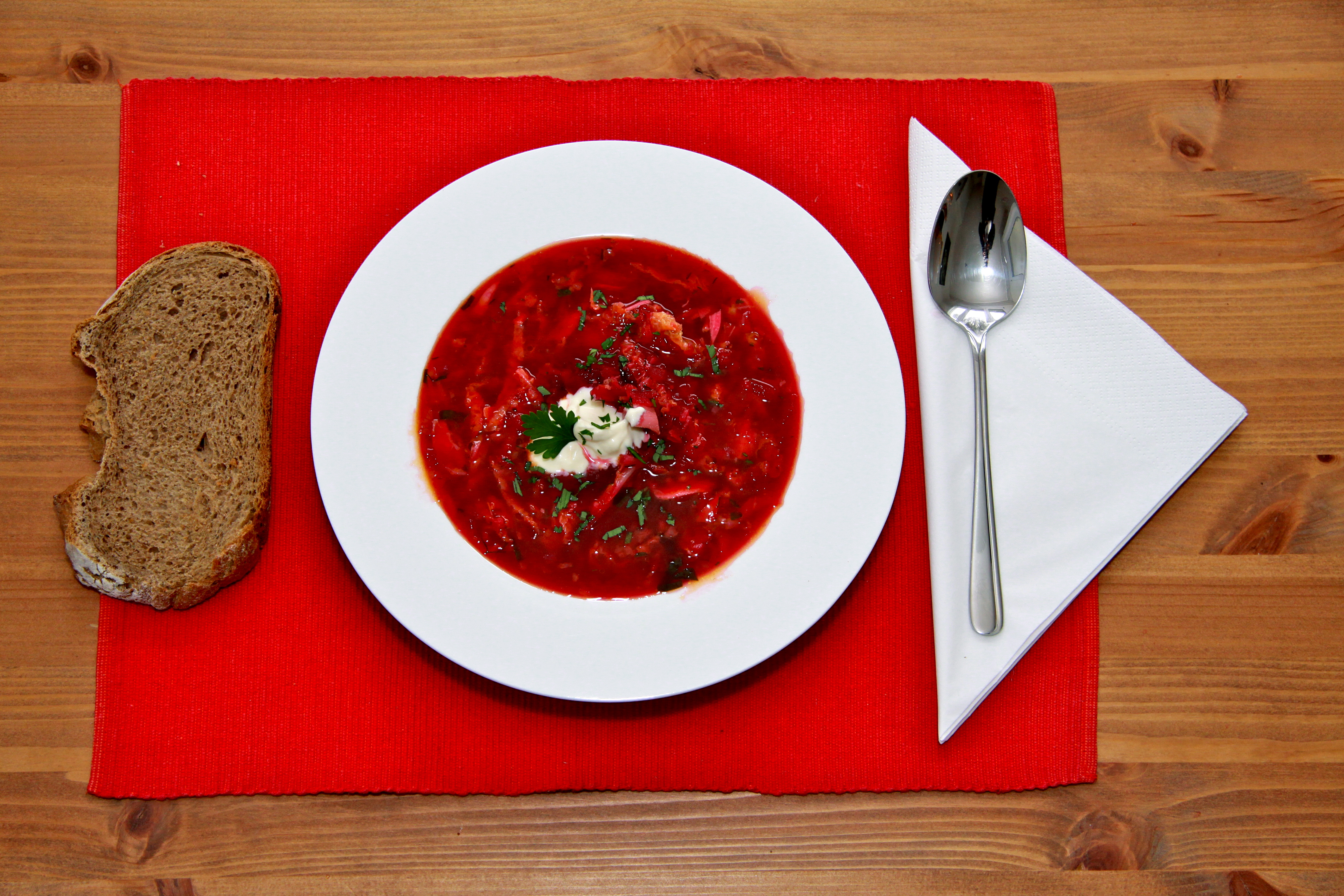
보르시
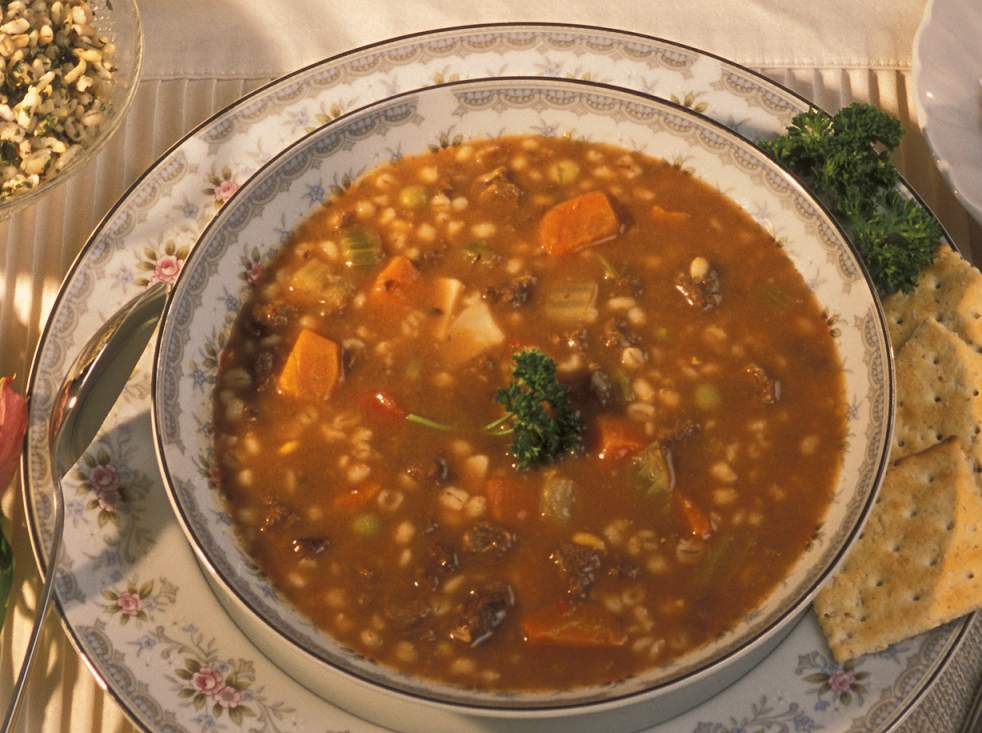
채소와 쇠고기로 만든 보리수프
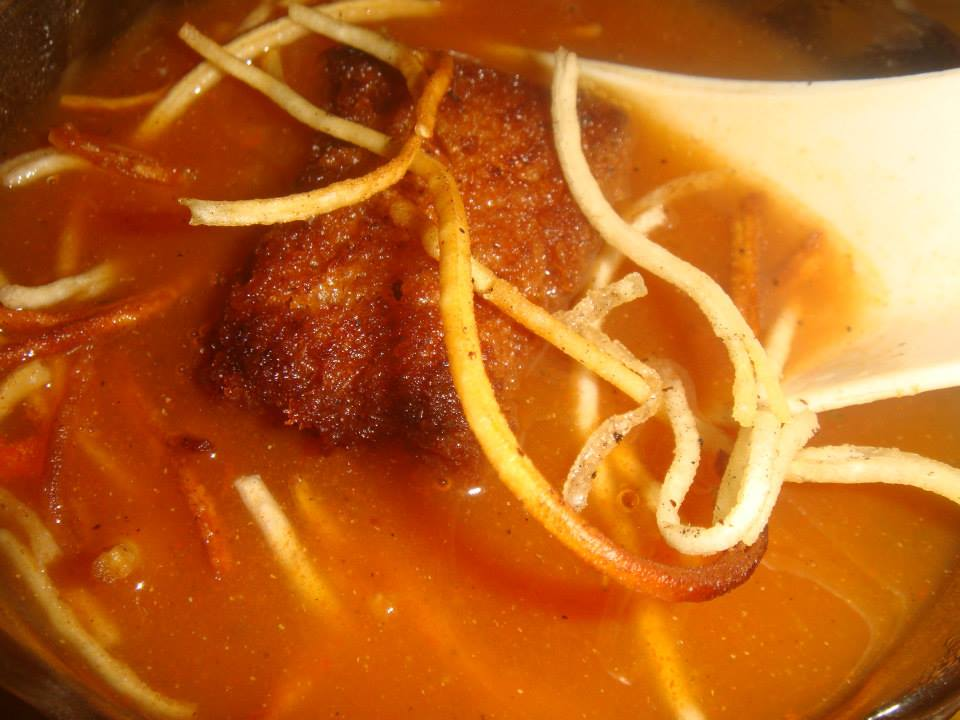
치킨 파스타 수프
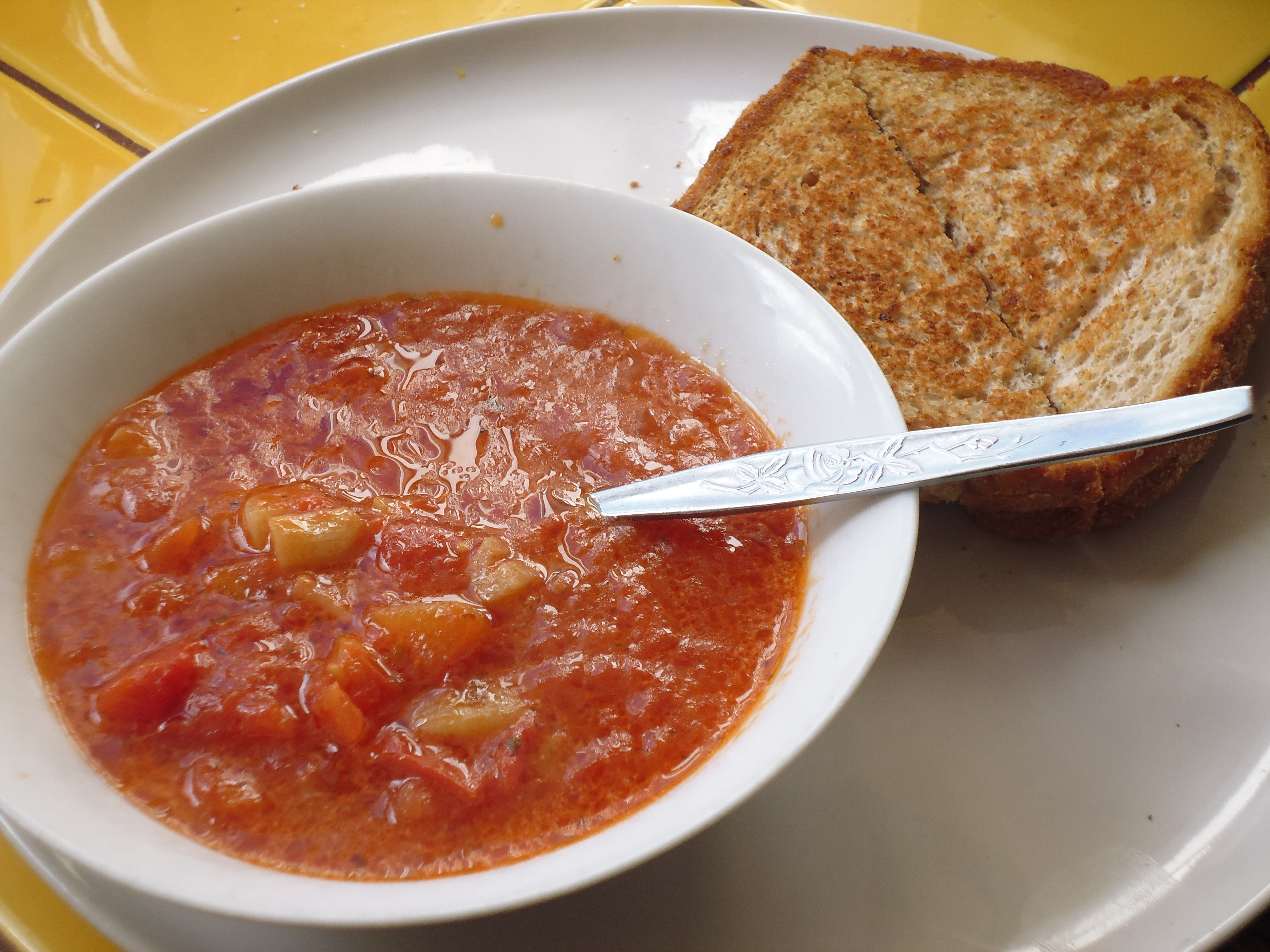
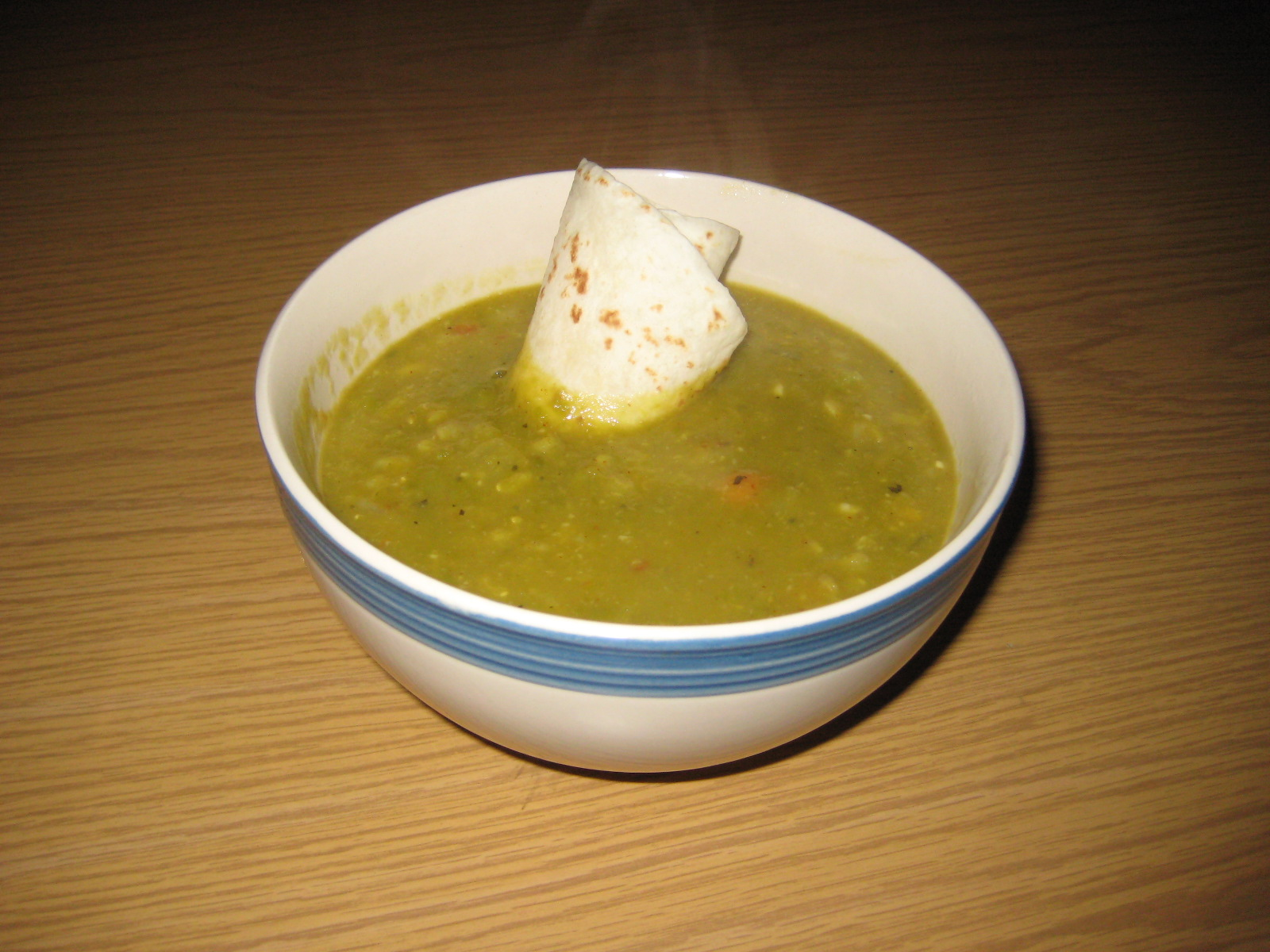
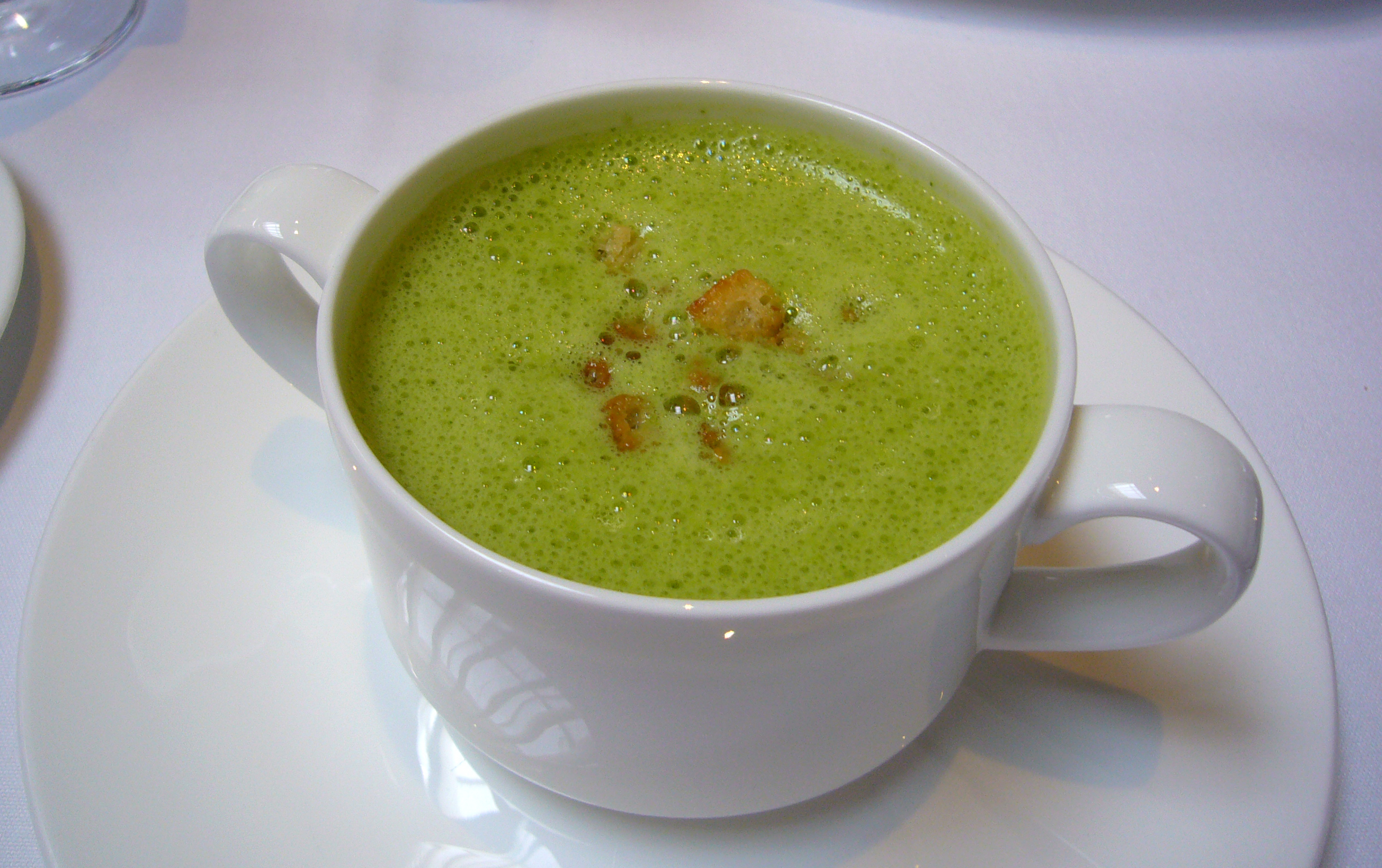
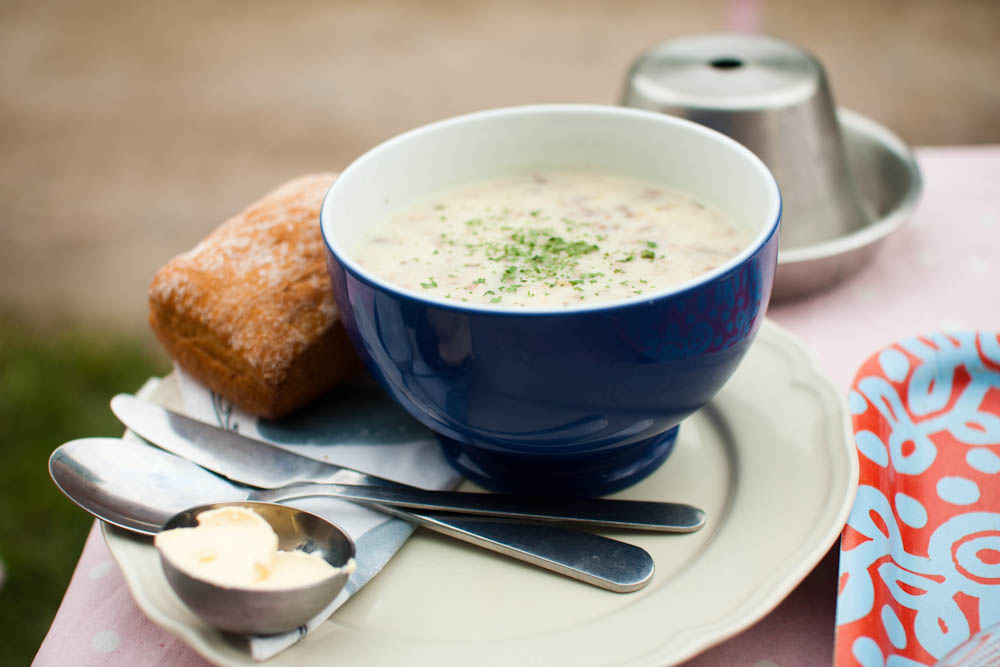
치즈수프

## 같이 보기
- 커리
- 스튜

## 참고 문헌
- Fernandez-Armesto, Felipe. Near a Thousand Tables: A History of Food (2002). New York: Free Press ISBN 0-7432-2644-5
- Larousse Gastronomique, Jennifer Harvey Lang, ed. American Edition (1988). New York: Crown Publishers ISBN 0-609-60971-8
- Morton, Mark. Cupboard Love: A Dictionary of Culinary Curiosities (2004). Toronto: Insomniac Press ISBN 1-894663-66-7
- The Mighty Boosh. Soup, Soup, A Tasty Soup, Soup (2005).